# Piotr I Petrowić-Niegosz
Piotr I Petrowicz-Niegosz także Petar I Petrović-Njegoš (ur. w 1747 roku, zm. 1830) – metropolita Cetynii, władyka Czarnogóry w latach 1782–1830. Dążył do likwidacji partykularyzmów plemiennych i budowy scentralizowanego państwa.

## Uzyskanie niepodległości
Po śmierci Szczepana Małego w 1772 r. nominalnie władzę w państwie odzyskał władyka Sawa. Działalność Szczepana Małego dowiodła jednak, że na czele Czarnogóry może stanąć również świecki przywódca, co ułatwiło namiestnikom (guwernadurom) przeciwstawienie się pozycji władyków. Do najwyższego znaczenia doszedł w tym czasie guwernadur Jovan Radonjić. W maju 1775 r. Radonjić w imieniu całej Czarnogóry deklarował przyjęcie poddaństwa carskiego, a w 1777 r. udał się na czele delegacji do Rosji. Sawa zmarł w 1782 r. Po jego śmierci, na władykę Cetynii został wyświęcony przez metropolitę karłowickiego Mojżesza Piotr Petrowicz-Niegosz. Zwyczajem swych poprzedników udał się do Rosji, został z niej jednak wydalony. Dzięki energii i osobistemu taktowi wykazanemu przy godzeniu skłóconych plemion w krótkim czasie uzyskał znaczne wpływy w państwie. Tymczasem w 1785 r., korzystając z braku zainteresowania w Rosji i Austrii Czarnogórą, wezyr skadarski za namową Wenecjan najechał ją i 23 czerwca zburzył i spalił monaster Narodzenia Matki Bożej w Cetyni. Rosja i Austria ponownie zainteresowały się losem Czarnogóry w trakcie nowej wojny z Turcją (1787–1791), wysyłając tam swoich delegatów. Wkrótce jednak Rosja uznała Czarnogórę za strefę wpływów austriackich i wycofała swoich wysłanników. Układ pokojowy zawarty w 1791 r. w Świszczowie zapewniał Czarnogórze amnestię.
Korzystając z zawartych traktatów z Austrią i Rosją pasza Skadaru Mahmud Buszatlija zdecydował się na przeprowadzenie akcji pacyfikacyjnej. Wiosną 1792 r. dowodzony przez niego 4-tysięczny oddział został jednak rozbity przez Czarnogórców. 11 sierpnia 1796 r. 3000 Czarnogórców pokonało 20-tysięczną armię Mahmuda na Martiniciach. Jeszcze w tym samym roku doszło do trzeciego najazdu tureckiego. We wrześniu Mahmud najechał Czarnogórę z trzech stron. Czarnogórcy podzieleni na dwa oddziały dowodzone przez władykę Piotra I i guwernadura Radonjicia rozbili 22 września armię Mahmuda na Krusach. Wcześniej Turkom udało się po raz ostatni spalić monaster cetyński. Zwycięstwo nad groźnym sąsiadem, faktycznym samodzielnym władcą Albanii, nie uznającym władzy w Stambule, zakończyło długoletnią walkę o niezależność i umocniło poczucie jedności kraju. Czarnogóra stała się państwem faktycznie niepodległym, choć na oficjalne uznanie tego faktu miała jeszcze poczekać. Całe państwo miało 1200 km² powierzchni.

## Kanonizacja i kult
Piotr I Petrowić-Niegosz został kanonizowany przez swojego następcę, władykę Piotra II Petrowicia-Niegosza, jako św. Piotr Cetyński. Uważany jest za jednego z prawosławnych patronów Serbii i Czarnogóry. Na terytorium tej ostatniej koncentruje się jego kult.